# Jonas von Engeström
Jonas von Engeström, född 1737, död 1807, var en svensk ämbetsman. Han var son till biskop Johan Engeström (1699–1777) och Margaretha Benzelstierna (1710–1792) och tillhörde adliga ätten von Engeström nr 1948 B. von Engeström var juris doktor, häradshövding i Jämtlands domsaga och senare lagman i Värmlands lagsaga (1784).

## Biografi
Under sin tid i Jämtland inköpte han och bebodde skattehemmanen Östersund och Odensala. Vid denna tid debatterades bildandet av en stad i Jämtland och Jonas von Engeströms båda hemman ansågs som den lämpligaste platsen. Så kom det sig att där Östersunds rådhus i dag ligger låg en gång Jonas von Engeströms bostadshus. När Östersund fick privilegiebrev 1786 hade von Engeström med familj redan flyttat, eftersom han tillträdde tjänsten som lagman i Värmland 1784.
von Engeström var gift med Hedvig Maria Ihre (1746–1798), dotter till professorn Johan Ihre (1707–1780) och landshövdingedottern friherrinnan Sara Charlotta Brauner (1714–1758). Efter morbrodern statssekreteraren Mathias Benzelstierna ärvde han fideikommissen Kiplingeberg och Närlinge i Uppland. Efter sin svåger majoren Johan Ihre (1740–1783) ärvde han även Närlinge n:o 2.
Jonas von Engeström och Hedvig Maria Ihre vilar i Närlinge gravkor i Björklinge kyrka, i sarkofag nummer 9 respektive nummer 8.

## Barn
- Johanna Beata von Engeström
- Johan Mathias von Engeström, notarie, häradshövding (1776-1828)
- Jacob von Engeström, ryttmästare, preussiskt lantråd (död 1853)